# Tokuzō Akiyama
Tokuzō Akiyama, 秋山 徳蔵 (Akiyama Tokuzō?) (30 agosto 1888 – 14 luglio 1974), è stato un cuoco giapponese.
Fu lo chef principale prima dell'imperatore Taishō e poi di Shōwa. È considerato una figura importante nella diffusione della cucina francese in Giappone, tanto che viene definito come "l'Escoffier giapponese".
La sua biografia è stata adattata in un romanzo e in numerose serie televisive.

## Biografia

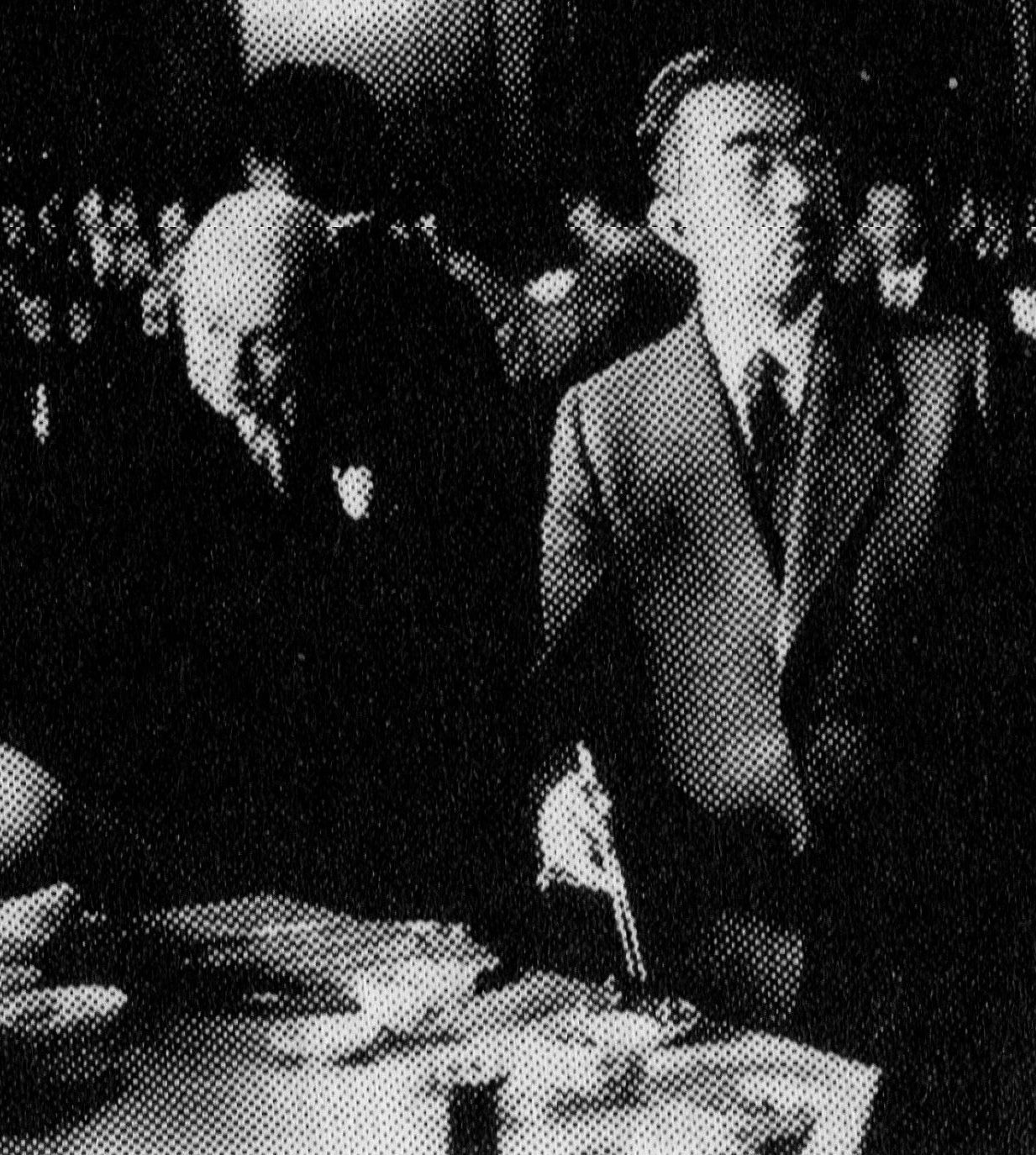
Akiyama e l'imperatore Hirohito nel 1949

Nato come Takamori Tokuzō a Echizen (Fukui), era un adolescente problematico. I suoi genitori lo fecero sposare alla ricca famiglia Akiyama di Sabae, dove fu introdotto alla cucina occidentale dallo chef dell'esercito, a cui consegnava le merci. Si trasferì a Tokyo per sviluppare le sue capacità, dove ha lavorato presso la Peerage Hall e Tsukiji Seiyoken. Decise poi di proseguire gli studi in Europa, viaggiando prima in Germania nel 1909 e poi in Francia, in particolare a Parigi, dove ha lavorato al Majestic Hotel e al Café de Paris. In Francia, dovette affrontare il pregiudizio di essere giapponese, in gran parte dovuto all'esito della guerra russo-giapponese, e dovette partecipare a risse in cucina. Lavorò anche all'Hotel Ritz di Parigi sotto la guida del famoso chef francese Auguste Escoffier.
Nel 1913 gli fu offerta la posizione di capocuoco della Corte Imperiale del Giappone, così tornò in patria per servire l'imperatore Taishō appena incoronato. Aveva solo 25 anni quando divenne il capo chef dell'imperatore. Il suo superiore era Hayato Fukuba (福羽逸人, 1856-1921), direttore della cucina imperiale, un rispettato esperto di orticoltura. Nel 1920 viaggiò in vari paesi d'Europa e in America per studiare le loro cucine, accompagnando anche il principe ereditario (Hirohito).
È stato il terzo proprietario del ristorante Touyouken a Tokyo.
Akiyama servì sia l'imperatore Taishō che l'imperatore Shōwa e si ritirò nel 1972 all'età di 83 anni. Morì due anni dopo.

## Libri
- Akiyama Tokuzō, Furansu ryōri zensho, Akiyama hensanjo shuppanbu, 1923
- Nihon shichūshi kyōdōkai (a cura di), Hyōjun Furansu ryōri zensho, Nihon shichūshi kyōdōkai, 1941

## Nella cultura di massa
La sua vita è stata adattata in un romanzo intitolato Tennō no ryōriban (天皇の料理番?)  di Hisahide Sugimori nel 1979, noto con il titolo internazionale di The Emperor's Cook. Sono state realizzate anche serie televisive e un film TV omonimi sulla vita di Akiyama:
- Tennō no ryōriban (天皇の料理番?), 1980, serie TV, TBS[7]
- Tennō no ryōriban (天皇の料理番?), 1993, film TV, TBS[8]
- Tennō no ryōriban (天皇の料理番?), 2015, serie TV, TBS[9]

Quest'ultimo ha vinto diversi riconoscimenti, tra cui il Grand Prix e il premio come miglior attore (Takeru Satō) all'International Drama Festival di Tokyo.